# Xiao Dingdang Dazhan Jiqiren
Xiao Dingdang Dazhan Jiqiren (xinès tradicional: 小叮噹大戰機器人, pinyin: Xiǎo dīngdāng dàzhàn jīqìrén, literalment 'La guerra de Doraemon contra els robots') és una pel·lícula pirata taiwanesa, inspirada en la franquícia Doraemon però realitzada sense tindre el dret de la propietat intel·lectual del personatge. Actualment la pel·lícula es considera parcialment perduda, i sols uns pocs minuts es conserven, ja que es va emetre a uns pocs cinemes a principis del 1983, sols a Taiwan, i mai s'ha pogut reeditar en ser una pel·lícula realitzada sense autorització.
L'obra fou realitzada el 1982 per Wang Films, dirigida per Wang Yaquan, i tenia una durada de 83 minuts.